# Riforma giudiziaria israeliana del 2023
La riforma giudiziaria israeliana del 2023 è un piano di riforma, proposto dal Vice Primo Ministro di Israele e dal Ministro della Giustizia Yariv Levin con il sostegno del Primo Ministro Benjamin Netanyahu, che si pone l'obiettivo di modificare drasticamente il sistema giudiziario israeliano - inclusa l'approvazione della clausola derogatoria - e disciplinare la decadenza delle leggi, l'estinzione della ragionevolezza, la definizione del ruolo del consulente legale come consulente non vincolante e la modifica della composizione del comitato di selezione dei giudici.
La riforma è stata introdotta il 4 gennaio 2023, sei giorni dopo l'insediamento del 37º governo israeliano, provocando un acceso dibattito pubblico e una serie di manifestazioni, sia a sostegno che contrarie alla riforma.
A causa dell'amplia portata delle modifiche è stata definita anche come rivoluzione giuridica, e alcuni critici la hanno definita una "contro-rivoluzione costituzionale" o "rivoluzione anti-costituzionale", contrapponendola alla "rivoluzione costituzionale" che negli anni Novanta portò Israele ad adottare una Costituzione e a istituire una Corte Suprema.

## Storia
Nell'aprile 2005, Yariv Levin, uno dei creatori del piano, vicepresidente dell'Associazione degli avvocati israeliani,sosteneva che il sistema giudiziario soffriva d'ipocrisia e conflitto d'interessi.
Nel febbraio 2009, Levin è stato eletto per la prima volta alla Knesset in occasione delle elezioni per la 18ª legislatura, rappresentando il partito Likud. Il 9 marzo dello stesso anno ha pronunciato il suo primo discorso parlamentare:
(Discorso inaugurale, sul sito web di MK Yariv Levin, 9 marzo 2009.)
Nel 2011, Levin ha proposto di cambiare la composizione del comitato di selezione dei giudici. Nel 2013 ha provato a promuovere, insieme al membro della Knesset Ayelet Shaked, una serie di disegni di legge tra cui la limitazione dell'autorità della Corte suprema di Israele all'invalidazione delle leggi, la possibilità di ricostruire una legge invalidata dalla corte suprema, concedere alla Knesset l'autorità di scegliere il giudice capo della corte suprema e modificare la composizione del comitato di selezione dei giudici.
In un'intervista che è stata condotta nel 2019, Levin ha discusso la sua dottrina e ha dettagliato tutte le sezioni della riforma legale che intendeva realizzare. Nel 2021, gli accordi di coalizione prevedevano la creazione di un comitato presieduto dal ministro della giustizia Gideon Sa'ar, con l'obiettivo di produrre un disegno di legge che regolerebbe la capacità della corte suprema di squalificare le leggi e determinare in quali casi la Knesset può annullare un Squalifica dell'Alta Corte. Inoltre, la legge prevista mirava a rendere difficile la modifica e la legiferatine delle leggi fondamentali.

## Punti principali del programma
Dopo aver prestato giuramento come ministro della giustizia nel 37º governo di Israele, Levin ha esposto il suo piano di cambiamenti al sistema giudiziario:

### Squalifica delle leggi da parte della corte suprema
1. La clausola sostitutiva sarà emessa:[3]
  - La Knesset sarà in grado, con una maggioranza di 61 dei suoi membri, di far passare una legge che è stata promulgata ed invalidata dalla corte suprema. La legge avrà una validità di quattro anni, o fino a un anno dopo l'inizio del prossimo mandato della Knesset, se più tardi.[2]
  - La Knesset sarà in grado di riattivare una legge adottata in una precedente Knesset, anche se è stata invalidata all'unanimità dalla corte suprema.
2. La corte non potrà discutere le leggi fondamentali.[15]
3. La squalifica delle leggi sarà possibile soltanto presso la corte suprema, con una composizione completa di 15 giudici e con una maggioranza dell'80%.

### La nomina dei giudici
1. Espansione del comitato per la selezione dei giudici da nove membri a undici, tra cui sette nominati dalla coalizione, uno dall'opposizione e tre giudici. Due dei giudici saranno nominati dal presidente della corte suprema, soggetti al diritto di veto del ministro della giustizia.
2. La cancellazione delle elezioni segrete nella Knesset per la selezione dei membri del comitato. Invece, i capi del comitato della Knesset per la costituzione, la legge e la giustizia saranno nominati come rappresentanti della coalizione, e il presidente del comitato di Audit dello Stato come rappresentante dell'opposizione.
3. Modifica della maggioranza richiesta per la nomina dei giudici della corte suprema a una maggioranza semplice, invece di sette dei nove membri del comitato (per l'elezione dei giudici in altri tribunali, a eccezione della corte suprema, è richiesta la maggioranza semplice).
4. Conduzione di un'udienza pubblica presso il comitato di costituzione, legge e giustizia per i candidati a giudici della corte suprema.
5. Abolizione del sistema di anzianità. Il presidente della corte suprema non sarà il giudice più anziano della corte suprema, ma sarà scelto dal comitato per la selezione dei giudici e potrebbe persino essere una persona che non ha mai servito come giudice nella corte suprema.[16]
6. Assegnazione della durata del mandato del presidente della corte suprema e del suo vice per sei o sette anni, al termine dei quali torneranno a servire come giudici ordinari della corte suprema.[16]

### Annullamento della causa ragionevole
Annullamento dell'uso della ragione di ragionevolezza per la decadenza delle istruzioni stabilite dalla legge o dalle norme amministrative.

### I consulenti legali
La nomina del procuratore generale e dei consiglieri nei ministeri sarà effettuata dal governo e dai ministri, il parere dei consiglieri sarà definito non vincolante per il governo, e il governo avrà la possibilità di una rappresentanza legale indipendente in tribunale.
Il 24 maggio 2023 è stato riferito che Netanyahu aveva un piano segreto per fare una riforma nell'avvocato di stato di Israele e nell'istituto del consulente legale del governo invece di trattare con la magistratura.

## Reazioni

### Professionisti legali
Il presidente della corte suprema Esther Hayut si è opposto alla riforma. Secondo Aharon Barak, l'ex presidente della corte suprema, il piano di Levin è come una rivoluzione di carri armati.
Il consulente legale del governo, Gali Baharav-Miara, ha scritto che "Cambiamenti drammatici di regime riguardanti le caratteristiche democratiche nucleari dello stato dovrebbero essere effettuati in un processo equilibrato e ordinato per formulare un accordo equilibrato e completo, dopo un lavoro approfondito del personale, consultando al contempo tutte le parti interessate". Nella lettera che ha inviato a Netanyahu, ha scritto che le iniziative legislative potrebbero influenzare il suo processo, quindi era in conflitto d'interessi e non dovrebbe essere coinvolto nella riforma. In risposta, Netanyahu ha annunciato che la sua posizione non era accettabile per lui. Il giudice dell'Alta Corte, Daphne Barak-Erez, ha ordinato allo Stato di rispondere alla petizione del movimento per la qualità del governo, secondo la quale il consulente legale del governo dovrebbe agire per spostare Netanyahu all'incapacità a causa di un conflitto d'interessi. In risposta, i capi dei partiti della coalizione hanno affermato che la discussione dell'Alta Corte sui termini d'incapacità del primo ministro è illegale ed equivale a un colpo di stato militare.
Il vicepresidente in pensione del tribunale distrettuale di Tel Aviv, Oded Modrik, ha espresso sostegno per la maggior parte delle parti della riforma, ma ha proposto alcune modifiche, e ha rinunciato a uno dei componenti.

### Economisti
Gli ex governatori della Banca d'Israele, Jacob Frenkel e Karnit Flug, hanno avvertito che la riforma avrebbe potuto comportare un declassamento del rating creditizio di Israele, analogamente a quanto accaduto in Polonia, Turchia e Ungheria in seguito all'approvazione di riforme legali in quei paesi.
Il capo analista responsabile del rating di Israele presso S&P riteneva che il cambiamento del sistema legale insieme all'escalation del conflitto israelo-palestinese avrebbe messo in pericolo il rating del credito di Israele.
Nell'aprile 2023 Moody's ha cambiato il rating di Israele da "positivo" a "stabile".

### Protesta pubblica

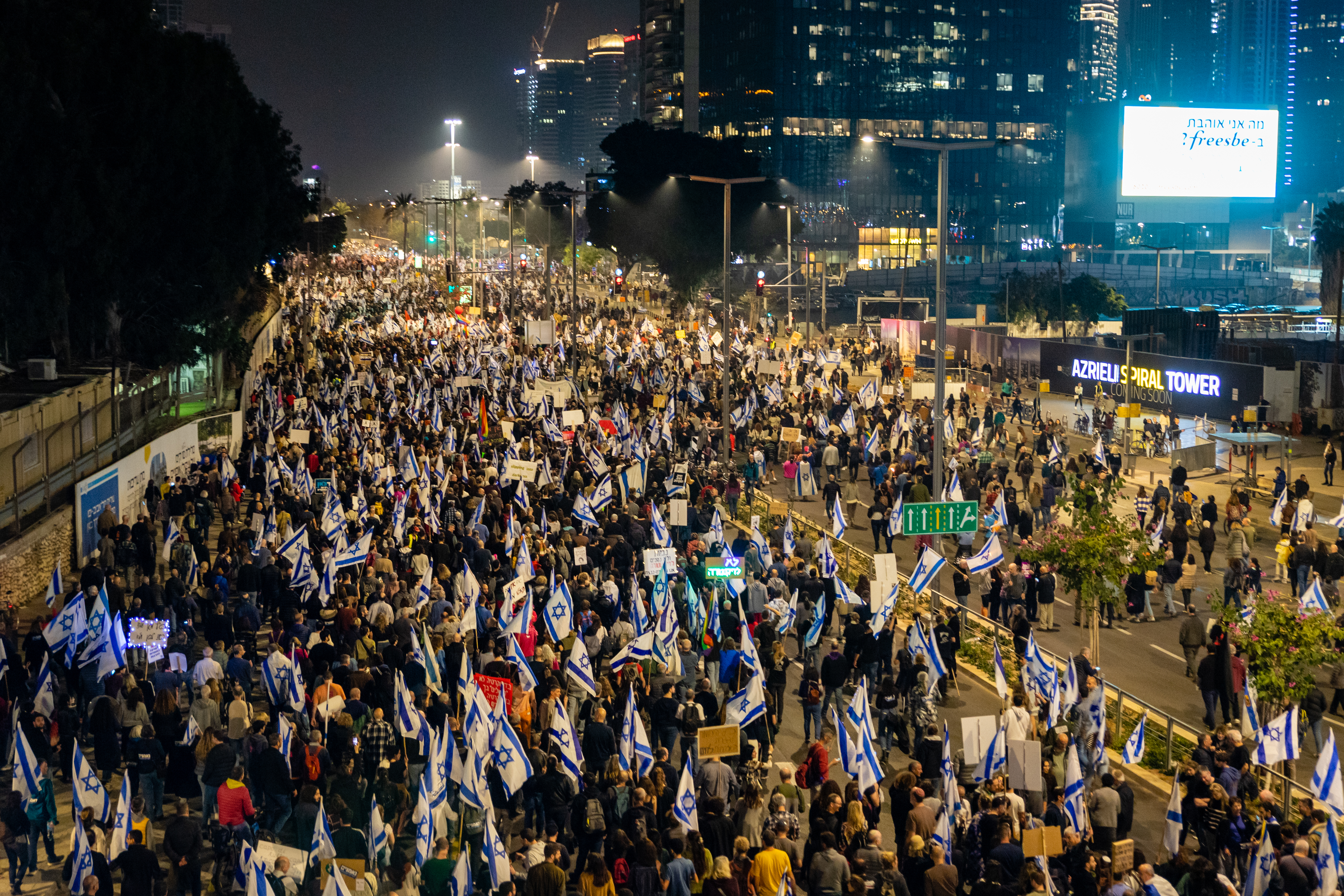
Manifestazione contro la rivoluzione legale, Tel Aviv, 28 gennaio 2023

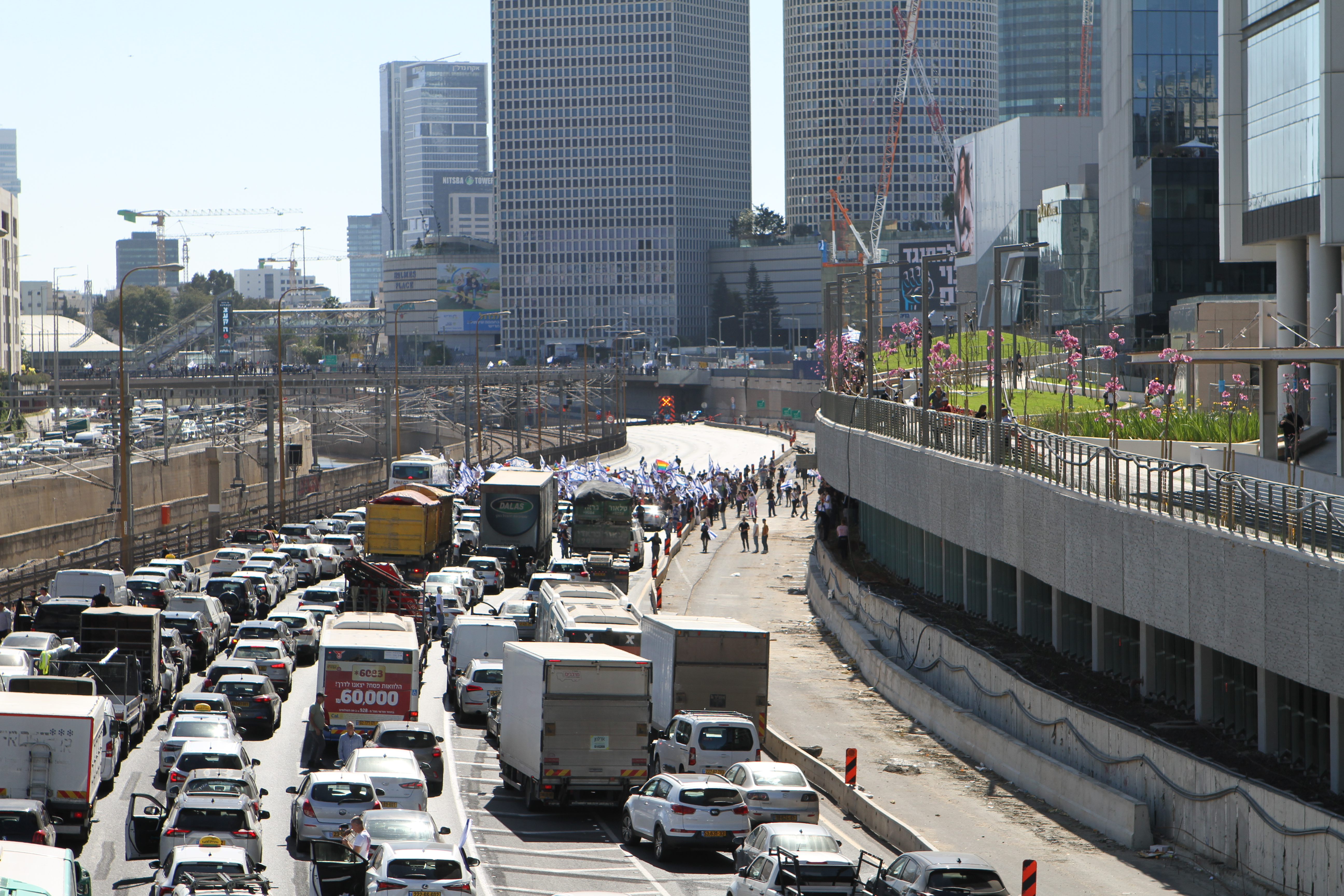
Blocco dell'autostrada Ayalon verso sud in una manifestazione contro la rivoluzione giudiziaria, Tel Aviv, 9 marzo 2023

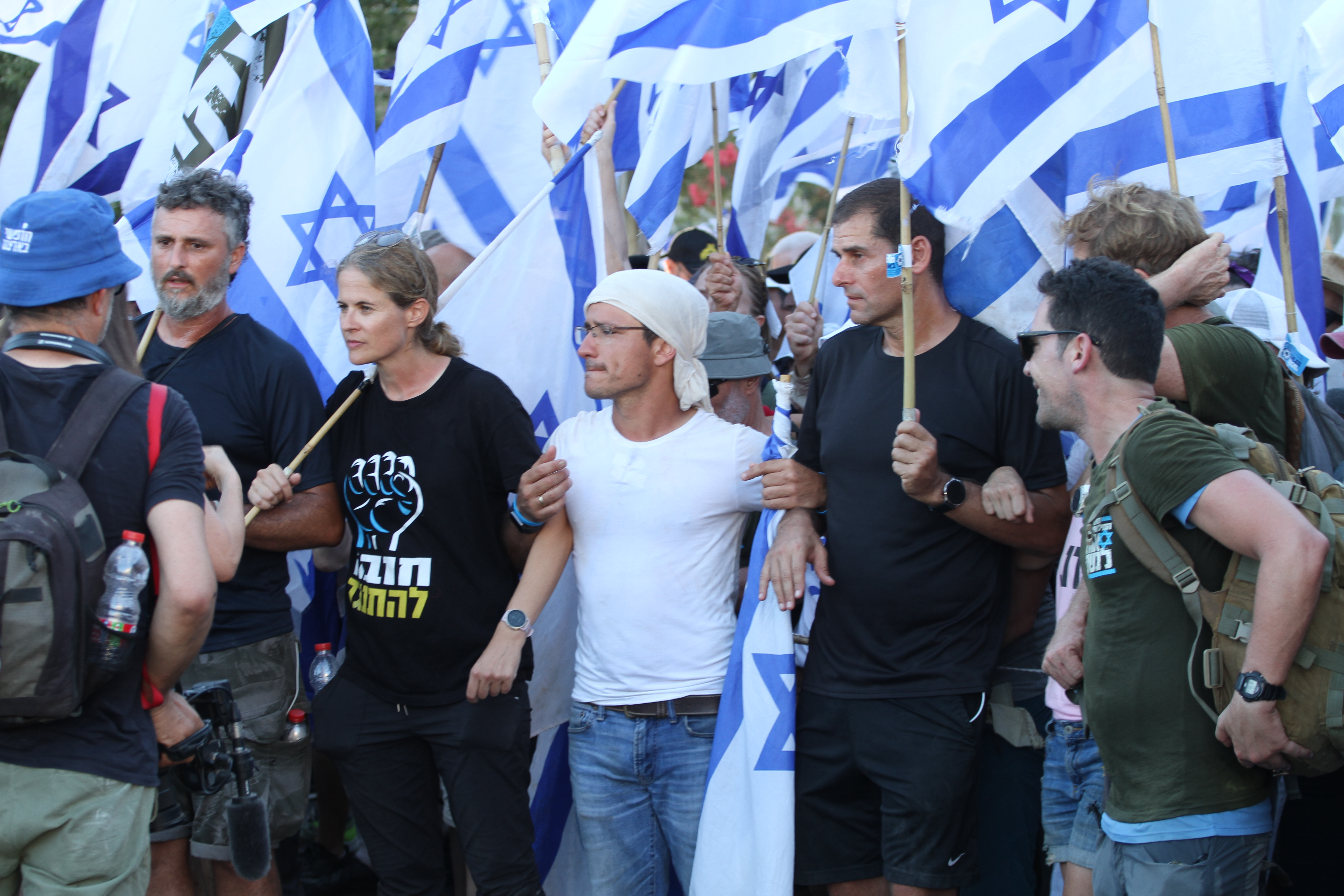
Due dei leader della protesta pubblica: il dottor Shikma Bressler (in camicia nera) e Moshe Radman (in camicia bianca) entrano a Gerusalemme a piedi, 22 luglio 2023

Il 7 gennaio 2023 si è tenuta a Tel Aviv una manifestazione contro il piano di Levin, alla quale hanno partecipato migliaia di cittadini. Successivamente, le manifestazioni sono continuate ininterrottamente ogni settimana nelle città di Israele fino al 27 maggio 2023, e i manifestanti hanno annunciato che avrebbero continuato a manifestare fino a quando la rivoluzione legale, come la chiamano, sarebbe stata annullata.
L'8 giugno 2023, in un hotel di Boston, le guardie di sicurezza del ministro dell'economia Nir Barkat hanno rotto il femore del manifestante israeliano Yaniv Bejerano, dopo che aveva gridato "vergogna" verso Barkat. Cinque giorni prima, il membro della Knesset Simcha Rothman, che è il presidente del comitato costituzione, legge e giustizia della Knesset, ha preso con la forza un megafono da un manifestante israeliano a New York. Il manifestante era un avvocato e si è lamentato contro Rothman presso la polizia di New York. Il ministro della diaspora Amichai Chikli ha fatto un gesto del dito medio verso i manifestanti israeliani a New York. Chikli ha affermato di aver fatto cenno ai manifestanti di sorridere.
All'inizio di giugno 2023 agenti, apparentemente dall'Iran, hanno distribuito in un "Telegram" gruppo "Bogdim_IL" (in ebraico; in italiano: "Traditori Israele"), foto e informazioni di ufficiali della polizia di Israele. Il 10 giugno 2023, il ministro della sicurezza nazionale, Itamar Ben-Gvir, ha accusato i manifestanti israeliani di aver pubblicato queste foto. La polizia israeliana ha emesso un chiarimento in cui si afferma che le foto sono state pubblicate da un paese straniero. Il 9 luglio 2023 è stato riferito che sei ispettori generali in pensione e 42 maggiori generali in pensione della polizia israeliana hanno scritto una lettera a Netanyahu e hanno affermato che Ben-Gvir era un pericolo per la sicurezza di Israele.
Il 28 giugno 2023 la coalizione ha ritirato un disegno di legge del membro della Knesset Idan Roll di Yesh Atid che aveva lo scopo di proteggere i giornalisti da una molestia minacciosa. Levin sosteneva che i giornalisti facevano una propaganda che non aveva nulla in comune con un'opera giornalistica.
Il 28 giugno 2023 Ben-Gvir e Kobi Shabtai, il 19º commissario della polizia israeliana dal 17 gennaio 2021, hanno concordato che Shabtai non continuerà il suo quarto anno come commissario. Shabtai è stato nominato dall'ex ministro della pubblica sicurezza, Amir Ohana. Hanno anche concordato di destituire il comandante del distretto di Tel Aviv Amichai Eshed, spostandolo a capo della divisione di addestramento della polizia. Di conseguenza, Eshed si è dimesso dalla polizia israeliana. Nel suo discorso ha detto di aver pagato un prezzo per la sua scelta di impedire una guerra di fratelli. Lo stesso giorno, 5 luglio 2023, le autostrade di Ayalon sono state bloccate in entrambe le direzioni da 20.000 manifestanti, che hanno acceso falò sulla strada. Un automobilista ha investito i manifestanti ed è stato arrestato. Eshed non ha comandato la polizia in questa manifestazione, ma il suo vice ha comandato.
Il 7 agosto 2023 Benjamin e Sara Netanyahu andarono in vacanza a Moshav Neve Ativ vicino al Monte Hermon. La polizia ha chiuso il locale e non ha permesso ai manifestanti di entrare. Di conseguenza, i manifestanti hanno presentato una petizione all'Alta Corte. Dopo la petizione, la polizia ha permesso ai manifestanti di entrare a Neve Ativ.

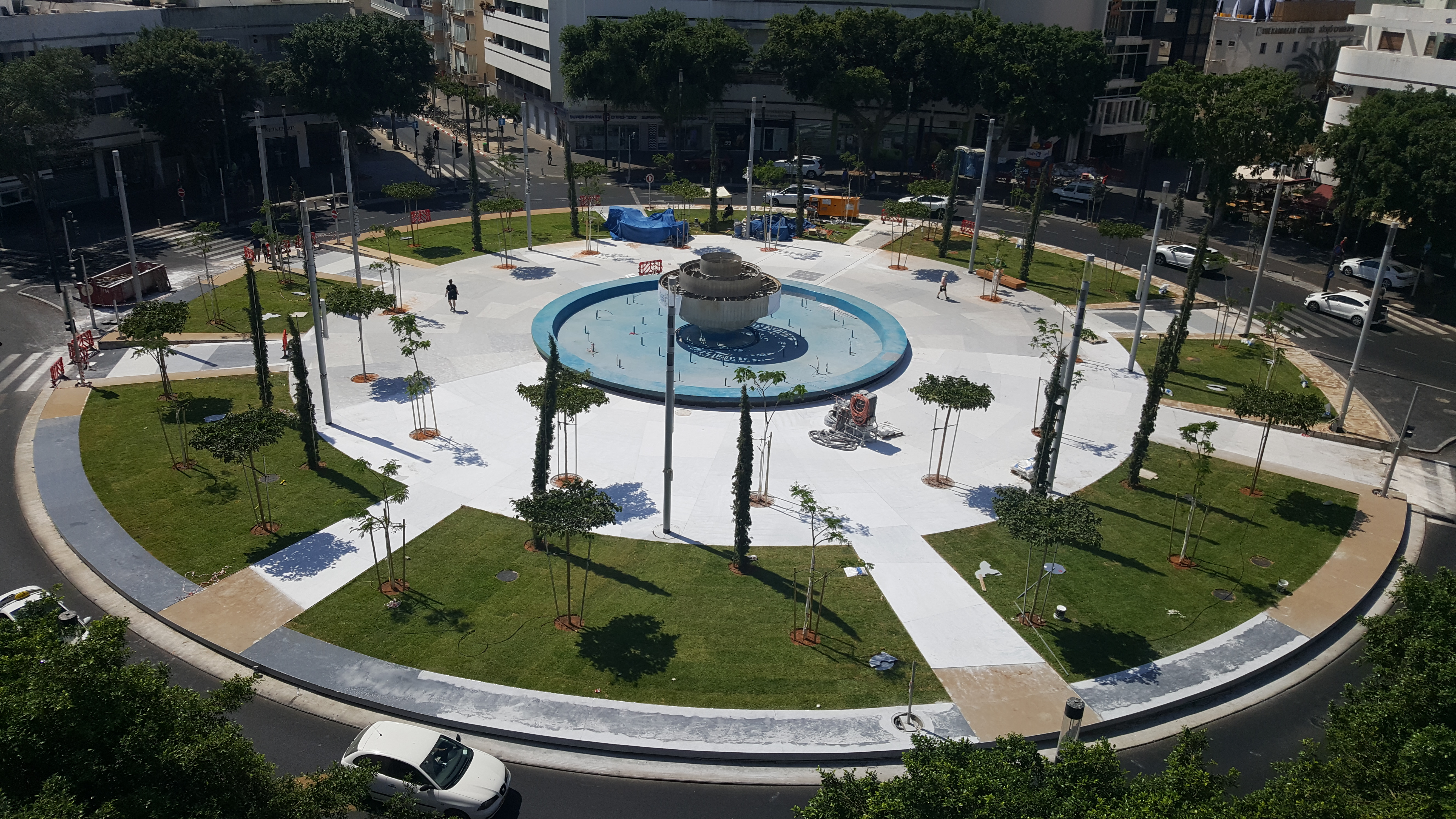
Piazza Dizengoff, Tel Aviv, 2018

L'organizzazione "Testa Ebreo" ha voluto organizzare una preghiera pubblica divisa in uomini e donne nello Yom Kippur nella Piazza Dizengoff a Tel Aviv. Il comune di Tel Aviv ha spiegato che una preghiera in uno spazio aperto era consentita durante la crisi del coronavirus e non era essenziale nel settembre 2023. Il comune si è avvalso della sua autorità legale per vietare le barriere nel territorio comunale. Giovedì il tribunale distrettuale di Tel Aviv ha respinto la petizione di L'associazione "Forum sulla libertà e la dignità umana in Israele" contro il comune, e ha accettato la posizione del comune contro l'introduzione di barriere di genere nello spazio pubblico durante lo Yom Kippur. Venerdì 22 settembre 2023 la corte suprema ha accettato la decisione del tribunale distrettuale di Tel Aviv. I commentatori hanno spiegato che l'obiettivo era la conquista religiosa dello spazio secolare e liberale di Tel Aviv. Durante lo Yom Kippur, i manifestanti secolare hanno interrotto la preghiera pubblica e alcuni di loro sono stati arrestati dalla polizia. Netanyahu ha ignorato i tribunali e ha detto: "gli estremisti di sinistra hanno infastidito gli ebrei impedendo loro di pregare durante lo Yom Kippur".

### Coinvolgimento internazionale
Nel gennaio 2023 Antony Blinken, il Segretario di Stato degli Stati Uniti, ha incontrato i partecipanti alla protesta e nel suo incontro con Netanyahu ha sottolineato che le relazioni tra i paesi si basano sul mantenimento delle istituzioni democratiche.
Nel febbraio 2023 Emmanuel Macron, il presidente della Francia, ha criticato la riforma nel suo incontro con Netanyahu e ha avvertito che, se passa, "la Francia concluderà che Israele è tagliato fuori dal concetto di democrazia".
Quando Netanyahu ha visitato l'Italia nel marzo 2023, la riforma non è stata menzionata, ma i manifestanti hanno raggiunto Roma e hanno manifestato contro Netanyahu.

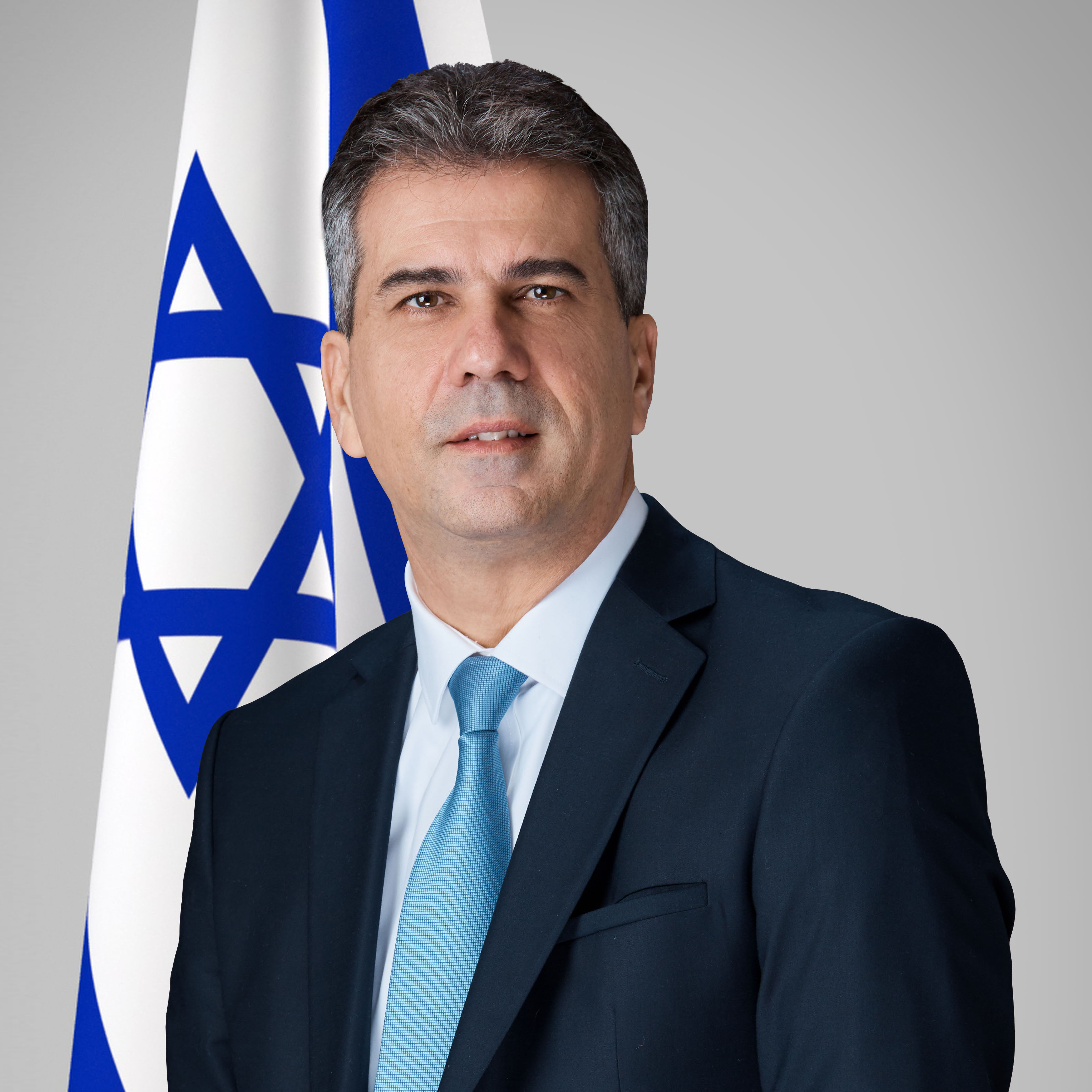
Eli Cohen, 2017

Joe Biden, il presidente degli Stati Uniti, ha dichiarato nel marzo 2023, che Benjamin Netanyahu non sarebbe stato invitato a Washington a breve. Il 17 luglio 2023 Biden ha detto telefonicamente a Netanyahu che era necessario raggiungere un compromesso e un consenso il più ampio possibile riguardo alla riforma legale. I valori democratici erano e dovrebbero rimanere alla base delle relazioni tra USA e Israele.
Fine agosto 2023 Eli Cohen, il ministro degli affari esteri israeliano, incontrato Najla El Mangoush, ministra degli esteri della Libia, in Roma con Antonio Tajani, ministro degli affari esteri. Cohen ed El Mangoush hanno discusso degli atteggiamenti di Israele e Libia. Dopo che l'incontro è stato pubblicizzato, El Mangoush è stato licenziato ed è fuggito dalla Libia alla Turchia. Gli Stati Uniti si sono infuriati per la pubblicazione e Cohen ha affermato che gli oppositori politici israeliani lo accusavano di aver pubblicizzato l’incontro.

## Legislazione

### Rappresentanti della Knesset nel comitato per la selezione dei giudici
Il 14 giugno 2023 i membri della Knesset hanno eletto due membri della Knesset per il comitato. I candidati erano il membro della Knesset e l'avvocato Karine Elharrar del partito Yesh Atid all'opposizione, e il membro della Knesset e l'avvocato Tali Gottlieb del partito Likud nella coalizione. Il membri della Knesset del Likud ha deciso di votare contro tutti i candidati, far crollare le elezioni e rinviarle di un mese. Il 20 giugno 2023 ci sono le elezioni per l'ordine degli avvocati israeliani e la coalizione ha voluto conoscerne l'esito. L'avvocato Efi Nave è un candidato per le elezioni degli avvocati e la coalizione voleva Efi Nave.
In reazione, Binyamin Gantz dell'opposizione ha detto che avrebbe smesso di cercare un compromesso con la coalizione nella casa del Presidente di Israele. Lo stesso giorno, Yair Lapid e Gantz hanno interrotto i colloqui nella casa del presidente. Netanyahu li ha accusati di voler interrompere i colloqui fin dall'inizio. Elharrar è stato eletto con 58 voti contro 56 voti. Gottlieb non è stato eletto e ha ricevuto 15 voti contro 59 voti. Elharrar è diventato un membro del comitato ed è stato uno dei giorni peggiori di Netanyahu. Gottlieb ha avvertito il Likud che non avrebbe permesso che fosse sospeso dal Likud, e che sarebbe risultato in una manifestazione di massa di elettori di destra. Mk Ofir Katz del Likud, che era il presidente della coalizione, ha detto a Gottlieb che lei stata sospesa dai comitati della Knesset, non le sarebbe stato permesso di sollevare progetti di legge e non avrebbe potuto parlare a nome del Likud in plenum della Knesset. Il motivo era il suo rifiuto di ritirare la sua candidatura al comitato per la selezione dei giudici, dopo che Netanyahu le aveva chiesto di ritirarsi. Come reazione, Gottlieb ha avvertito il Likud che avrebbe applicato l'Alta Corte contro il Likud. Il 18 giugno 2023 Netanyahu ha dichiarato nella sessione di governo che la rivoluzione legale continuerà, e Gantz ha risposto che Netanyahu non avrebbe avuto la maggioranza né alla Knesset né nella nazione.
L'avvocato Amit Bachar, presidente temporaneo dell'ordine degli avvocati, ha dichiarato il 17 giugno 2023 che la coalizione sta cercando di promuovere un criminale a capo dell'Ordine degli avvocati al fine di controllare la nomina dei giudici. Ha detto: "Ciò che non sono riusciti a fare con la legislazione, che è stata bloccata grazie a te, stanno cercando di farlo eleggendo un capo ufficio che è un criminale e non rifugge da alcun mezzo, e consentirà loro un controllo assoluto sulla nomina dei giudici e la nomina del prossimo presidente della corte suprema". Il 20 giugno 2023 si sono svolte le elezioni per l'Ordine degli avvocati di Israele. C'erano lunghe code e la gente di Bachar ha accusato la gente di Nave di creare code per impedire agli avvocati di votare. Ha votato anche il consigliere legale del governo, ma ha rifiutato di dire per chi ha votato. Ha votato anche il consigliere legale del governo, ma ha rifiutato di dire per chi ha votato. Ha votato anche Michal Herzog, la moglie del presidente. A Herzliya, gli elettori che hanno sostenuto Nave sono stati chiamati per nome e hanno votato, mentre gli elettori che non hanno sostenuto Nave hanno continuato ad aspettare in coda. Nave ha perso le elezioni e la coalizione ha deciso di annullare l'Ordine degli avvocati a norma di legge. Baharav-Miara, il consulente legale del governo, si è opposto allo smantellamento dell'ordine degli avvocati. Ha affermato che doveva essere fatto dal governo, e non dal membro della Knesset Hanoch Milwidsky del Likud che ha presentato il disegno di legge.
Il 26 giugno 2023 il membro della Knesset Ron Katz da Yesh Atid ha affermato che tutto ciò che stava accadendo ora allo stato di Israele stava accadendo per tre motivi discussi in tribunale. Katz intendeva i tre casi penali 1000, 2000 e 4000 contro Netanyahu (Il processo di Benjamin Netanyahu). Netanyahu ha chiesto: "quali tre ragioni?" e Katz ha risposto: "i tre incriminazioni". Netanyahu ha riso, e Katz ha detto: "sono contento che tu lo trovi divertente, mi rattrista". Con Netanyahu, ha riso May Golan del Likud, ministro per l'avanzamento della condizione femminile.
Il 6 agosto 2023 Netanyahu ha dichiarato in un'intervista a Bloomberg News che la coalizione si occuperà del comitato di selezione giudiziaria e la riforma si concluderà con esso. Il 7 agosto 2023 le donne in protesta hanno detto a Golan nell'Aeroporto di Tel Aviv-Ben-Gurion che ha collaborato con un dittatore, e hanno gridato: "vergogna" ("busha" in ebraico). Golan si è confrontata con i manifestanti, li ha accusati di aver molestato la madre di 76 anni che era con lei in aeroporto. Sua madre era vestita di rosso e ha alzato una sedia verso i manifestanti. Ha anche colpito con le mani una donna che protestava, e Golan disse alla donna tre volte: "Sei anima miserabile" ("At aluvat nefesh" in ebraico). Golan detto: "qualunque cosa facciate, la riforma giudiziaria continuerà ad andare avanti". Lo stesso giorno Golan, che si trovava in Georgia, disse ad Ayala Hasson in Kan 11 che sua madre sentiva di essere tornata nel Farhud del 1941, ma sua madre era nata nel 1947. Era la quarta volta che Golan menzionava il Farhud. Il 31 agosto 2017 la madre di Golan ha baciato la mano di Netanyahu quando ha visitato a sud di Tel Aviv, dove Golan viveva.

### Il consulente legale e le dimostrazioni
Il 9 luglio 2023 il governo di Israele ha deciso che il consulente legale del governo avrebbe presentato istruzioni sulla gestione delle manifestazioni vicino alle case dei funzionari eletti, sui blocchi stradali e sul rifiuto di prestare servizio nelle forze di difesa israeliane. Secondo la richiesta del governo, il 16 luglio 2023 Baharav-Miara ha dettagliato la politica per la gestione delle proteste contro la rivoluzione legale e in generale. Secondo Baharav-Miara, i principi guida erano la salvaguardia della libertà di espressione e del diritto di protestare, l'indipendenza del sistema di applicazione della legge, e l'uguaglianza nelle forze dell'ordine. Il risultato del documento era che era impossibile fare un certo numero di arresti o incriminazioni. Ciò che ha determinato è stato il giudizio professionale delle forze dell'ordine.
Il 19 luglio 2023 Dudi Amsalem, il ministro addizionale presso il ministero della giustizia e il ministro di collegamento tra il governo e la Knesset, ha attaccato Baharav-Miara. In un discorso al plenum della Knesset, Amsalem ha affermato che Baharav-Miara è "la persona più pericolosa per lo stato", e costituisce un danno alla sicurezza e un pericolo reale per la stabilità dello stato di Israele come stato democratico. Gantz ha risposto: "in uno stato democratico, Amsalem avrebbe chiesto scusa o sarebbe stato licenziato, ma nel governo estremista di Netanyahu, l'incitamento, il salasso dei guardiani e trasformarli in nemici è diventato un metodo di lavoro".
Il 3 agosto 2023 Yitzhak Wasserlauf, ministro per la resilienza nazionale del partito Otzma Yehudit, ha presentato una petizione all'Alta Corte contro Baharav-Miara, chiedendo spiegazioni sul motivo per cui non sono state presentate accuse contro i manifestanti antigovernativi che bloccano le strade.

### La riforma radiotelevisiva
Il 17 luglio 2023 il ministro delle comunicazioni israeliano Shlomo Karhi, ha presentato una riforma delle trasmissioni in Israele. Questa riforma annullerà la seconda autorità per la radiotelevisione e nominerà un nuovo organo di nove membri, che sono tre dipendenti statali, cinque rappresentanti pubblici e un presidente. Due dei rappresentanti pubblici sono nominati dal ministro delle comunicazioni, mentre gli altri tre rappresentanti sono nominati da una commissione del ministro delle comunicazioni, del ministro dell'Istruzione e del ministro della giustizia. I tre impiegati statali sono eletti su proposta dei ministri, e ogni ministro nominerà un operaio. I tre impiegati statali sono eletti su proposta dei ministri, e ogni ministro nominerà un operaio. Tre canali televisivi israeliani – Kan, Canale 12 e Canale 13, hanno rilasciato una dichiarazione congiunta in risposta alla riforma che chiuderà la seconda autorità e abolirà l'obbligo di ottenere una licenza per la trasmissione di notizie: "un altro passo nel corso dello schiacciamento dei media liberi, che si tradurrà in una grave lesione alla libertà di stampa".
Il 17 luglio 2023 Karhi e Amsalem, il ministro per la cooperazione regionale (Amsalem ha tre portafogli nel governo), hanno pubblicato un annuncio congiunto della loro decisione di estromettere Michael Vaknin dalla carica di presidente della compagnia postale israeliana. La dirigenza dell'azienda presenterebbe ricorso all'Alta Corte: "Il tentativo di estromissione è destinato a servire motivazioni politiche improprie".
Il 10 settembre 2023 l'Alta Corte ha stabilito che il licenziamento di Vaknin era illegale e lui è tornato al suo lavoro.

### Il Forum Qoelet
Il Forum Qoelet è un'organizzazione israeliana senza scopo di lucro che lavora per rendere Israele lo stato nazione del popolo ebraico basato sui principi del libero mercato. Qoelet ha una visione del mondo liberale classica dal lato economico, è di destra dal lato politico ed è socialmente conservatrice. I suoi lavoratori hanno preso parte alla progettazione della riforma giudiziaria. Qoelet ha impiegato redattori che hanno scritto sulla Wikipedia ebraica e nel luglio 2023 nella Wikipedia ebraica sono state trovate cinque marionette a calzino di un dipendente.
Gli editori pagati non hanno il diritto di voto sulla Wikipedia ebraica, ma i cinque calzini hanno partecipato alle discussioni sulla pagina di discussione di Qoelet e hanno determinato in modo significativo il testo dell'articolo. Hanno anche curato altri articoli nella Wikipedia ebraica e nella Wikipedia inglese. Qoelet ha annunciato di aver condannato l'uso dei calzini, ma non ha rivelato il nome del suo dipendente e non lo ha licenziato dal suo lavoro.
Il 4 agosto 2023 il miliardario ebreo-americano Arthur Dantchik ha annunciato che non avrebbe più effettuato donazioni al Forum Qoelet. Ha detto che "è molto critico in questo momento per Israele concentrarsi sulla guarigione e sull'unità nazionale".

### La ragionevolezza

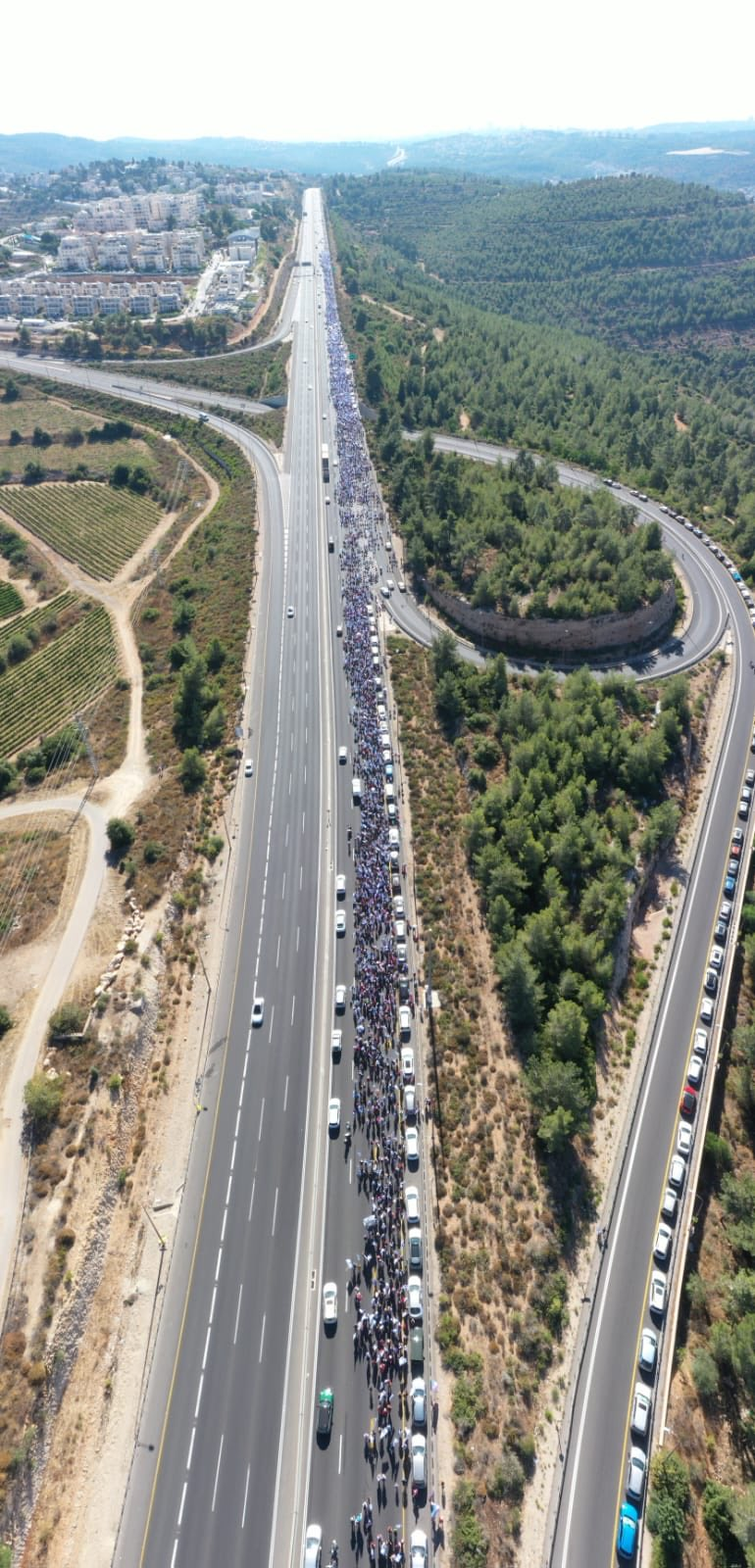
Decine di migliaia di israeliani in marcia verso Gerusalemme il giorno prima dell'inizio del dibattito alla Knesset sull'abrogazione del motivo di ragionevolezza, 22 luglio 2023

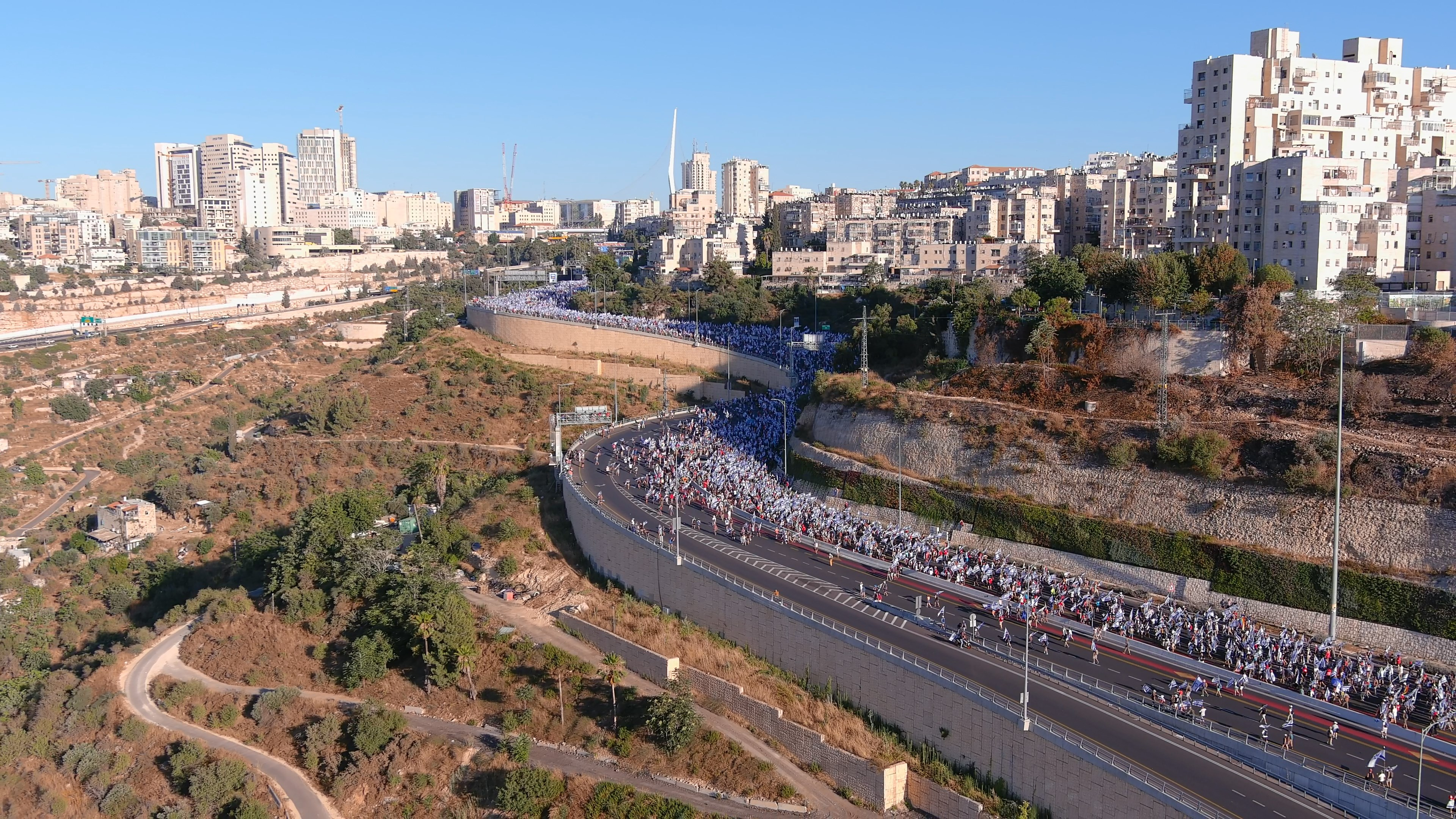
Il convoglio di manifestanti entra a Gerusalemme, 22 luglio 2023

Il 10 luglio 2023 Benjamin Netanyahu ha realizzato un video e ha affermato che l'annullamento della ragionevolezza sarebbe stato effettuato dal profilo di Sohlberg. Noam Sohlberg è un giudice della corte suprema, e il 17 luglio 2023 ha affermato che non intendeva correggere la ragionevolezza per legge. Ha pensato a una tendenza che si sarebbe riflessa nella sentenza.
Il 20 luglio 2023 Netanyahu ha tenuto un discorso e ha affermato che c'era stato un tentativo di rovesciare il suo governo indipendentemente dalla riforma legale. Ha affermato che Israele continuerà a essere democratico e liberale e non sarebbe uno stato estremista. Netanyahu ha affermato che Gideon Sa'ar, che era il ministro della giustizia prima di Levin, ha detto: "per motivi di ragionevolezza, i giudici usano il loro giudizio al di sopra del giudizio dei funzionari eletti". Sa'ar ha reagito dicendo di non aver mai suggerito in alcun modo di annullare il motivo di ragionevolezza. Il ministro della difesa, Yoav Galant, ha affermato che la legislazione deve essere rinviata a causa della lettera dei piloti, che si sono rifiutati di pilotare aerei da combattimento.
Il 22 luglio 2023 Ben-Gvir ha scritto su Twitter: "buona settimana. Il buffet d'insalate è aperto", intendendo l'inizio della legislazione alla Knesset, e ha sconvolto il Likud. Il Likud ha affermato che Ben-Gvir non doveva ficcare un dito negli occhi dei manifestanti. Il 23 luglio 2023 Mk Orit Farkash-Hacohen del Partito di Unità Nazionale (Israele) (Benny Gantz e Gideon Sa'ar) ha pianto alla Knesset, dicendo: "Hai rovinato l'azienda. Guardo e non ci posso credere. Ministri il cui odio è la loro fede. Un Primo Ministro che non smette mai di mentire. Le leggi sono fatte per indebolire il sistema legale. Uno incita suo fratello. Non c'è stata una tale distruzione dalla distruzione del tempio".
 Lo stesso giorno, Biden ha avvertito Israele e ha affermato che i leader dovrebbero trovare consenso, non affrettare una riforma giudiziaria che divide. Il 24 luglio 2023 la Knesset ha approvato la legge che ha annullato la ragionevolezza con 64 sostenitori contro zero oppositori. I membri della Knesset dell'opposizione hanno lasciato il voto. Il Ramatkal ha detto a Netanyahu che le dichiarazioni dei membri della coalizione contro le IDF hanno danneggiato la sua competenza e coesione. Hassan Nasrallah, il leader di Hezbollah in Libano, ha dichiarato dopo il voto alla Knesset che è stato il peggior giorno della storia di Israele e che l'entità è sulla via del collasso, della scissione e della scomparsa. L'Unione europea ha dichiarato dopo la legislazione che ha seguito Israele con preoccupazione. In una risposta, Israele ha affermato che la sinistra europea ha sostenuto la rivolta contro il governo israeliano.
Il 30 luglio 2023 l'Alta Corte con nove giudici, tra cui Hayut e tre giudici conservatori (Sohlberg, Alex Stein e David Mintz), ha ricevuto una petizione contro la nomina del candidato di Aryeh Deri a sindaco di Tiberiade e ha stabilito che la legge si applicherà alle prossime elezioni, che saranno tra quattro anni, ma non alle elezioni dell'autorità locale del 31 ottobre 2023. L'Alta Corte ha offerto al candidato di ritirare la sua candidatura, ma ha rifiutato. Dopo circa un'ora, il tribunale ha emesso un verdetto.
Il 9 agosto 2023 Idit Silman, il ministro della protezione ambientale, ha accusato Baharav-Miara di aver fermato il suo piano di separazione tra uomini e donne nelle sorgenti naturali, utilizzando le autorità della natura e dei parchi. Baharav-Miara ha affermato che la legge israeliana non consente alle autorità di separare i bagnanti.

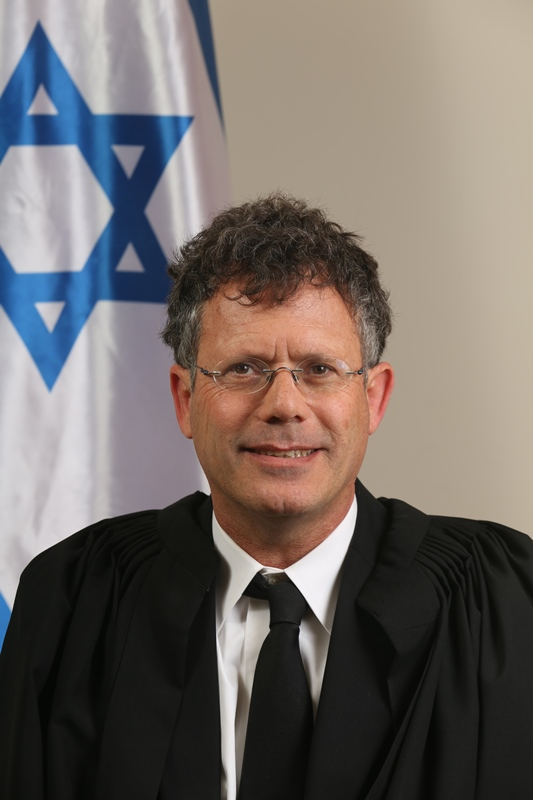
Il giudice Isaac Amit, 2017

Il 5 settembre 2023, Miri Regev, ministra dei trasporti, ha detto al suo autista di investire la guardia di sicurezza di Gallant. Gallant è arrivato nella zona per sentire cosa è successo. Ben Caspit, giornalista israeliano, ha spiegato che il 12 settembre 2023 si terrà una sessione presso l'Alta Corte di giustizia sulla causa della ragionevolezza. In questo incidente, Regev ha detto all’esercito israeliano e alla sicurezza generale che dovevano obbedire al governo. Il consulente legale del governo ha scritto all'Alta Corte che l'annullamento della ragionevolezza dovrebbe essere annullato. Simcha Rothman ha chiesto di squalificare Hyut a causa del suo discorso contro la riforma giudiziaria, e la sua richiesta è stata respinta.
Il 12 settembre 2023 si è svolta in Alta Corte una discussione sull'annullamento della ragionevolezza con 15 giudici. La sessione è durata dalle nove del mattino alle 22:35 della sera. Il giudice Isaac Amit ha detto all'avvocato Ilan Bombach del governo israeliano: "sai che la legge è cattiva e offri trucchi per aggirarla". Amit ha anche detto: "la democrazia non muore in un colpo solo, muore in una serie di passi", e Hayut ha detto: "stai impedendo a tutti i tribunali di concedere sollievo alle litiganti. I cittadini non hanno prove per dimostrare che ci siano considerazioni straniere". A Rothman, che rappresentava se stesso, Hayut ha detto: "ci occupiamo degli interessi del pubblico. Che sollievo possiamo dare se abbiamo le mani legate nel fornire tale aiuto?"
Il 1º gennaio 2024 l'Alta Corte ha annullato l'annullamento della clausola di ragionevolezza con la maggioranza di otto giudici su quindici. Il verdetto conteneva 743 pagine.